# Edingen

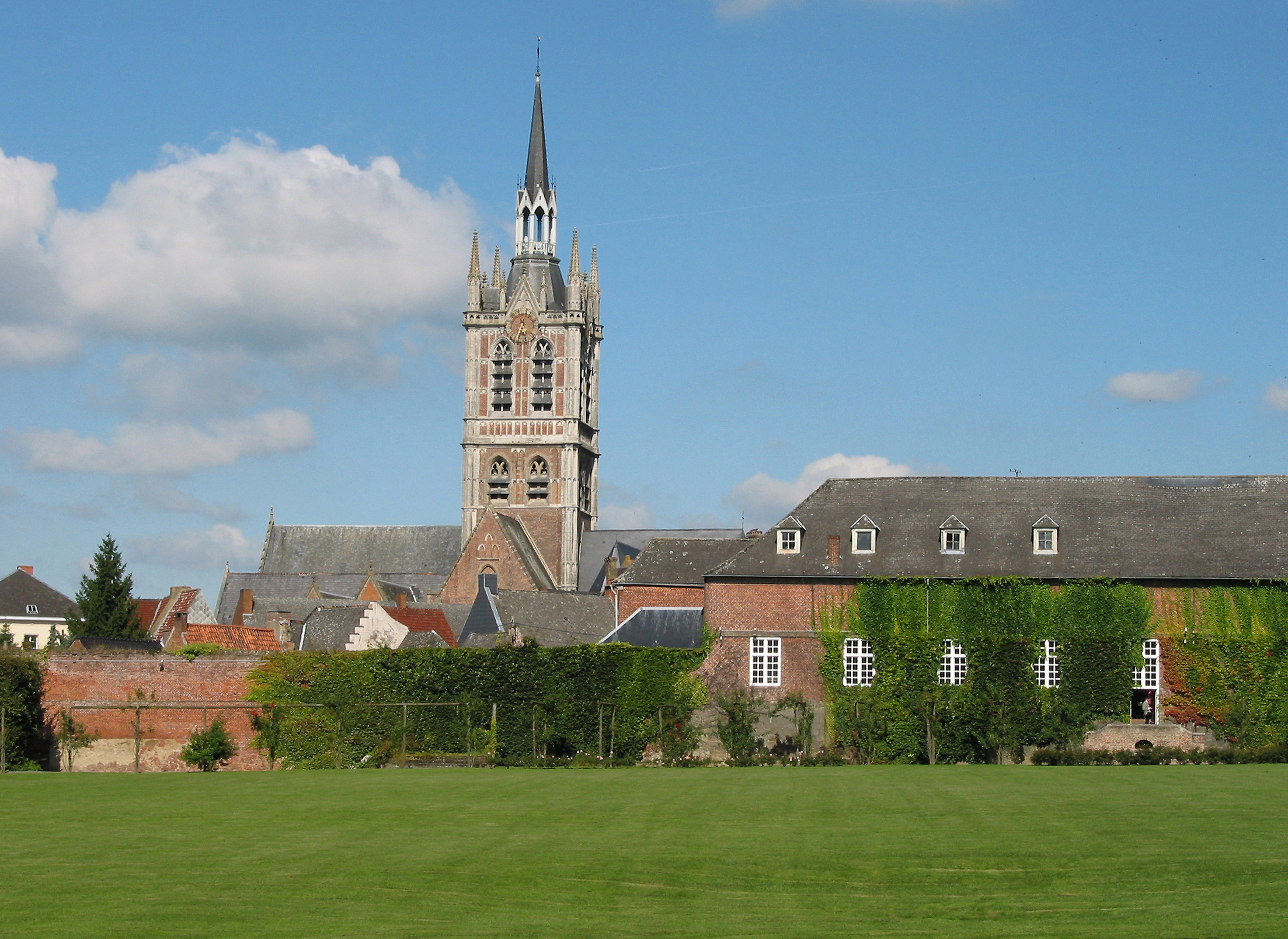
De Sint-Niklaaskerk van Edingen

Edingen (Frans: Enghien) is een stad en faciliteitengemeente in de Belgische provincie Henegouwen. Het stadje ligt in het noorden van de provincie, op zo'n 30 kilometer van Brussel en 80 km van Rijsel; de stadskern ligt vlak tegen de grens met Vlaanderen. De stad telt ruim 14.000 inwoners. Naast Frans wordt er ook Nederlands en Picardisch gesproken.

## Geschiedenis

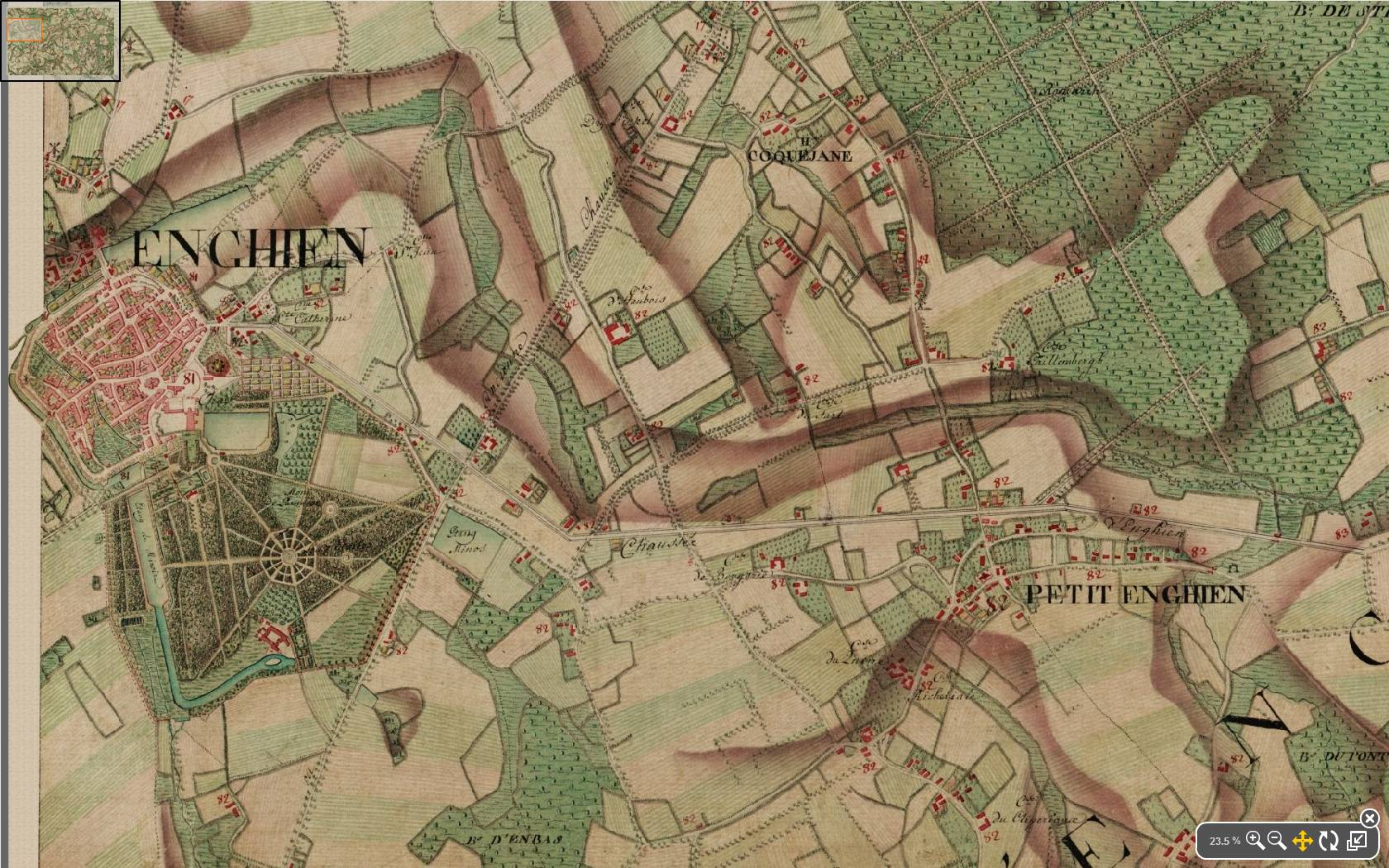
Edingen (Ferrariskaart, 1775)

De stad Edingen is gesitueerd aan de oude Romeinse heirbaan Bavay-Asse. Edingen behoorde in de Karolingische tijd tot de Brabantgouw. Vanaf de 12e eeuw maakte het deel uit van het graafschap Henegouwen, nadat het voor korte tijd in de invloedssfeer van het hertogdom Brabant had gelegen. Edingen was toen vooral bekend vanwege de productie van wandtapijten. Minstens vanaf 1486 had het stadje een rederijkerskamer. Kerkelijk ressorteerde het tot 1566 onder het bisdom Kamerijk.
Edingen was vroeger als leen in het bezit van het huis Edingen, na de dood van Lodewijk van Edingen in 1394 ging de baronie over in handen van Lodewijks schoonzoon Jan van Luxemburg-Ligny van het huis Luxemburg en in 1485 naar het huis Frankrijk. In de eerste helft van de 16e eeuw kwam Edingen via een huwelijk in het bezit van het huis Bourbon. Uiteindelijk verkocht koning Hendrik IV van Frankrijk de heerlijkheid in 1607 aan Karel van Arenberg en Anna van Croÿ-Chimay.
Terwijl de noordelijker gelegen Henegouwse dorpen op het einde van de 18e eeuw door de Fransen bij het Dijledepartement werden gevoegd, kwam Edingen in het departement Jemappes terecht. Dit werd in 1815 tot de Nederlandse provincie Henegouwen omgedoopt.
Tot voor de Tweede Wereldoorlog had het stadje Edingen nog een overwegend Nederlandstalige bevolking, zoals uit de officiële talentellingen blijkt. Ondanks het toekennen van taalfaciliteiten voor de oorspronkelijk Nederlandstalige bevolking in 1962, verfranste het stadje meer en meer. Vanaf het einde van de 20e eeuw kwamen Nederlandstaligen van buiten de gemeente zich vestigen in de deelgemeenten Mark en Lettelingen.

## Kernen
Edingen-centrum heeft de kleinste oppervlakte; het grondgebied valt vrijwel samen met de bebouwing van de stadskern. De deelgemeenten Mark en Lettelingen hebben een groter grondgebied. Mark ligt ongeveer een kilometer ten westen van het stadscentrum, dat zich voor een stuk verder uitspreidt over deze deelgemeente. Lettelingen ligt ten oosten van Edingen-centrum.

### Deelgemeenten
| # | Naam        | Opp. (km²) | Inwoners (2020) | Inwoners per km² | NIS-code |
| - | ----------- | ---------- | --------------- | ---------------- | -------- |
| 1 | Edingen     | 0,69       | 3.950           | 5.694            | 51067A   |
| 2 | Mark        | 20,90      | 3.419           | 164              | 51067B   |
| 3 | Lettelingen | 17,81      | 6.687           | 375              | 51067C   |

### Overige kernen
Naar het zuiden toe ligt in Mark nog het gehucht Abele.

## Bezienswaardigheden
Edingen biedt ondanks de kleine oppervlakte de aanblik van een echt stadje met vele oude huizen (17e, 18e en 19e eeuw).
- Het Wandtapijtenmuseum in het Huis Jonathas (16e eeuw)
- Het Kasteel van Edingen met 18e-eeuwse stallingen en gotische kapel.
- Het Kapucijnenklooster (Capucijnenstraat nr. 5) met kerk en een museum van de familie van Arenberg
- De Sint-Niklaaskerk.
- Het Begijnhof met huisjes van 1762 en een kapel van 1642.

## Natuur en landschap
Edingen ligt op de taalgrens. Door Edingen loopt de Ruisseau de la Bourlette. De hoogte aan de kerk bedraagt 60 meter. Belangrijke natuurgebieden zijn:
- Het Park van Edingen
- Het Edingenbos (Bois d'Enghien)

## Demografische ontwikkeling

### Demografische ontwikkeling voor de fusie
- Bron:NIS - Opm:1831 t/m 1970=volkstellingen; 1976= inwoneraantal op 31 december

### Demografische ontwikkeling van de fusiegemeente
Alle historische gegevens hebben betrekking op de huidige gemeente, inclusief deelgemeenten, zoals ontstaan na de fusie van 1 januari 1977.
- Bronnen:NIS, Opm:1831 tot en met 1981=volkstellingen; 1990 en later= inwonertal op 1 januari

| Inwoners van jaar tot jaar op 1 januari 1992 tot heden | Inwoners van jaar tot jaar op 1 januari 1992 tot heden | Inwoners van jaar tot jaar op 1 januari 1992 tot heden |
| jaar                                                   | Aantal                                                 | Evolutie: 1992=index 100                               |
| ------------------------------------------------------ | ------------------------------------------------------ | ------------------------------------------------------ |
| 1992                                                   | 10.318                                                 | 100,0                                                  |
| 1993                                                   | 10.437                                                 | 101,2                                                  |
| 1994                                                   | 10.500                                                 | 101,8                                                  |
| 1995                                                   | 10.576                                                 | 102,5                                                  |
| 1996                                                   | 10.571                                                 | 102,5                                                  |
| 1997                                                   | 10.602                                                 | 102,8                                                  |
| 1998                                                   | 10.708                                                 | 103,8                                                  |
| 1999                                                   | 10.751                                                 | 104,2                                                  |
| 2000                                                   | 10.863                                                 | 105,3                                                  |
| 2001                                                   | 10.982                                                 | 106,4                                                  |
| 2002                                                   | 11.190                                                 | 108,5                                                  |
| 2003                                                   | 11.251                                                 | 109,0                                                  |
| 2004                                                   | 11.459                                                 | 111,1                                                  |
| 2005                                                   | 11.714                                                 | 113,5                                                  |
| 2006                                                   | 11.980                                                 | 116,1                                                  |
| 2007                                                   | 12.294                                                 | 119,2                                                  |
| 2008                                                   | 12.479                                                 | 120,9                                                  |
| 2009                                                   | 12.568                                                 | 121,8                                                  |
| 2010                                                   | 12.688                                                 | 123,0                                                  |
| 2011                                                   | 13.003                                                 | 126,0                                                  |
| 2012                                                   | 13.091                                                 | 126,9                                                  |
| 2013                                                   | 13.286                                                 | 128,8                                                  |
| 2014                                                   | 13.406                                                 | 129,9                                                  |
| 2015                                                   | 13.454                                                 | 130,4                                                  |
| 2016                                                   | 13.489                                                 | 130,7                                                  |
| 2017                                                   | 13.563                                                 | 131,4                                                  |
| 2018                                                   | 13.734                                                 | 133,1                                                  |
| 2019                                                   | 13.817                                                 | 133,9                                                  |
| 2020                                                   | 14.061                                                 | 136,3                                                  |
| 2021                                                   | 14.155                                                 | 137,2                                                  |
| 2022                                                   | 14.233                                                 | 137,9                                                  |
| 2023                                                   | 14.347                                                 | 139,0                                                  |
| 2024                                                   | 14.509                                                 | 140,6                                                  |
| 2025                                                   | 14.567                                                 | 141,2                                                  |

## Politiek

### Burgemeesters
- 1955-1971 : José le Clement de Saint-Marcq
- 1971-1976 : Robert Plaisant
- 1977-2000 : Clément Crohain (PSC)
- 2001-2012 : Florine Pary-Mille (MR)
- 2013-2024 : Olivier Saint-Amand (Ecolo)
- 2024-heden: Marc Vanderstichelen (Les Engagés)

### Resultaten gemeenteraadsverkiezingen sinds 1976
| Partij               | Partij                                                        | 10-10-1976 | 10-10-1976 | 10-10-1982 | 10-10-1982 | 9-10-1988 | 9-10-1988 | 9-10-1994 | 9-10-1994 | 8-10-2000 | 8-10-2000 | 8-10-2006 | 8-10-2006 | 14-10-2012 | 14-10-2012 | 14-10-2018 | 14-10-2018 | 13-10-2024 | 13-10-2024 |
| Stemmen / Zetels     | Stemmen / Zetels                                              | %          | 19         | %          | 21         | %         | 21        | %         | 21        | %         | 21        | %         | 21        | %          | 23         | %          | 23         | %          | 23         |
| -------------------- | ------------------------------------------------------------- | ---------- | ---------- | ---------- | ---------- | --------- | --------- | --------- | --------- | --------- | --------- | --------- | --------- | ---------- | ---------- | ---------- | ---------- | ---------- | ---------- |
|                      | PS                                                            | 27,78      | 5          | 29,3       | 6          | 24,44     | 5         | 19,82     | 4         | 18,45     | 4         | 20,78     | 4         | 17,02      | 4          | 12,28      | 2          | 9,03       | 1          |
|                      | ECOLO1 / LB Ecolo2                                            | -          |            | -          |            | -         |           | -         |           | 12,371    | 2         | 15,511    | 3         | 25,31      | 6          | 33,292     | 9          | 19,622     | 4          |
|                      | PRL1 / RDC2 / RDC-PRL3 / LB4/ MR5/ GénérationsA               | 23,531     | 4          | 14,381     | 2          | 14,851    | 2         | 23,482    | 4         | 25,123    | 5         | 23,964    | 5         | 23,574     | 6          | 15,325     | 3          | 47,32A     | 12         |
|                      | PSC1 / cdH2 / Ensemble-cdH3 / Ensemble Enghien4/ GénérationsA | 48,691     | 10         | 56,321     | 13         | 60,711    | 14        | 56,71     | 13        | 44,071    | 10        | 29,082    | 7         | 26,463     | 6          | 20,894     | 5          | 47,32A     | 12         |
|                      | PSC1 / IC-GB2                                                 | 48,691     | 10         | 56,321     | 13         | 60,711    | 14        | 56,71     | 13        | 44,071    | 10        | 10,672    | 2         | 7,652      | 1          | -          |            | -          |            |
|                      | En Mouvement                                                  | -          |            | -          |            | -         |           | -         |           | -         |           | -         |           | -          |            | 18,22      | 4          | 24,03      | 6          |
| Totaal stemmen       | Totaal stemmen                                                | 6520       | 6520       | 7084       | 7084       | 6996      | 6996      | 7313      | 7313      | 7681      | 7681      | 8567      | 8567      | 8766       | 8766       | 9238       | 9238       | 9466       | 9466       |
| Opkomst %            | Opkomst %                                                     |            |            |            |            | 93,76     | 93,76     | 92,66     | 92,66     | 92,7      | 92,7      | 93,83     | 93,83     | 89,94      | 89,94      | 90,84      | 90,84      | 88,24      | 88,24      |
| Blanco en ongeldig % | Blanco en ongeldig %                                          | 4,56       | 4,56       | 6,35       | 6,35       | 6,25      | 6,25      | 6,52      | 6,52      | 7,26      | 7,26      | 6,15      | 6,15      | 6,95       | 6,95       | 7,16       | 7,16       | 7,24       | 7,24       |

De zetels van de gevormde coalitie staan vetjes afgedrukt. De grootste partij is in kleur.

## Verkeer en vervoer

### Wegen en snelwegen
Verschillende gewestwegen doen de gemeente aan. Dit zijn:
- De N7 : Halle - Aat - Doornik - Franse grens (Rijsel).
- De N7b : Het gesplitste deel van de N7 in Edingen.
- De A8 (= E429), de autosnelweg Halle-Aat-Doornik. Het eindpunt ligt vlak bij de Franse grens, nabij Blandain. Ook Rijsel is uiteindelijk snel te bereiken langs deze autosnelweg.

### Spoorwegen
Edingen beschikt ook over een treinstation. Aan het station Edingen komen spoorlijn 94 (Halle-Doornik) en spoorlijn 123 (Geraardsbergen-Edingen) samen.

## Afbeeldingen

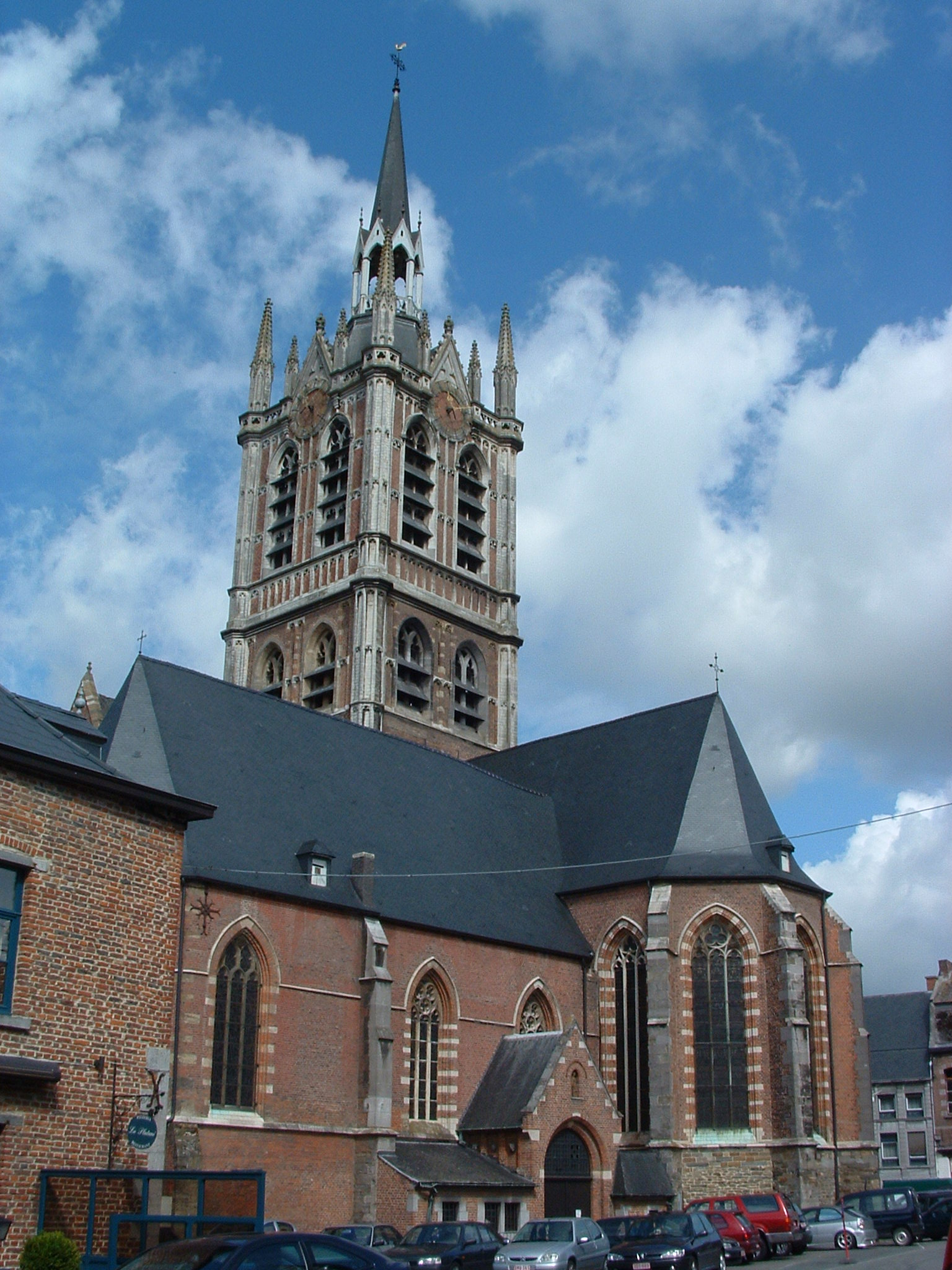
De Sint-Niklaaskerk van Edingen
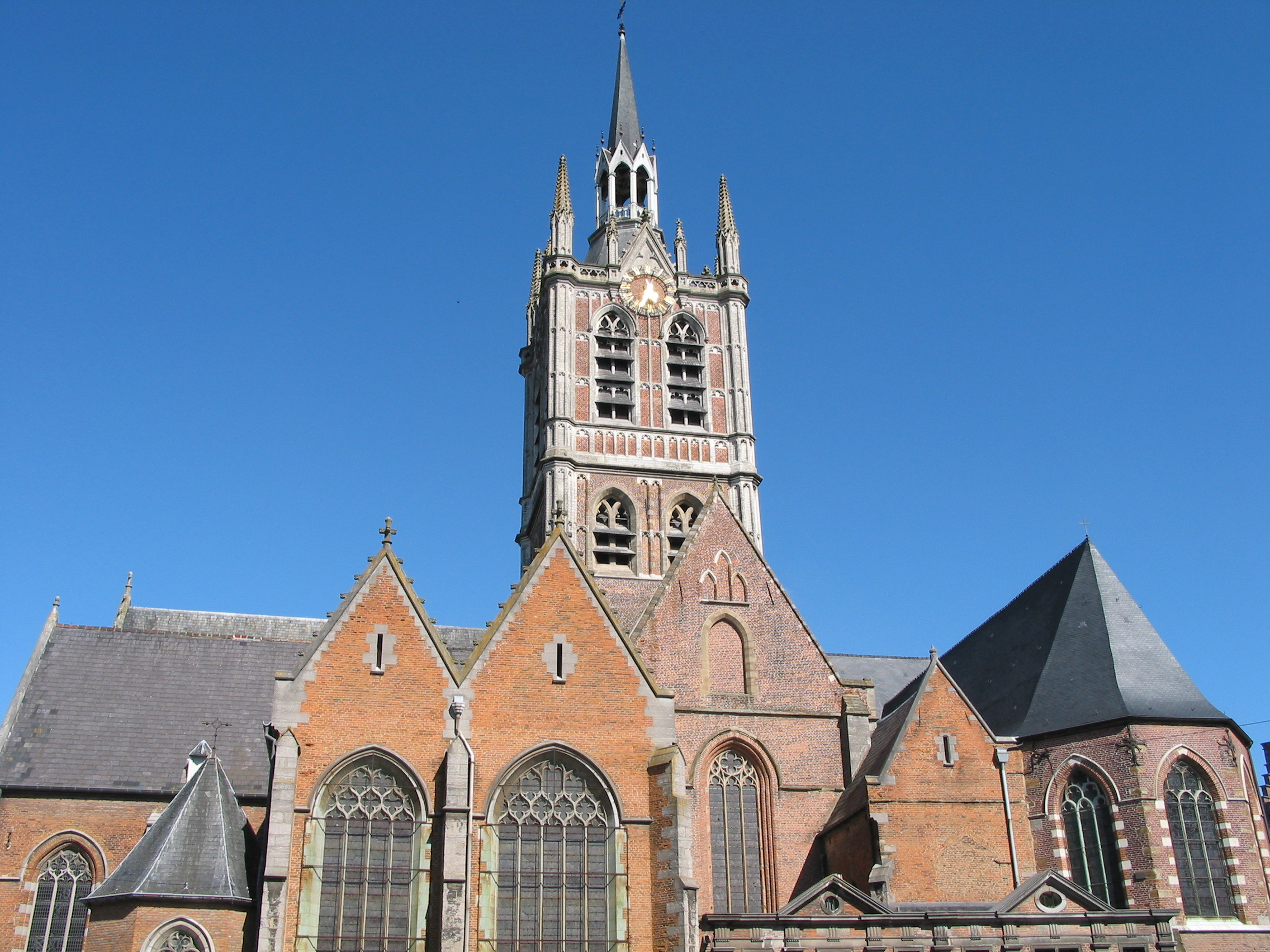
De Sint-Niklaaskerk van Edingen
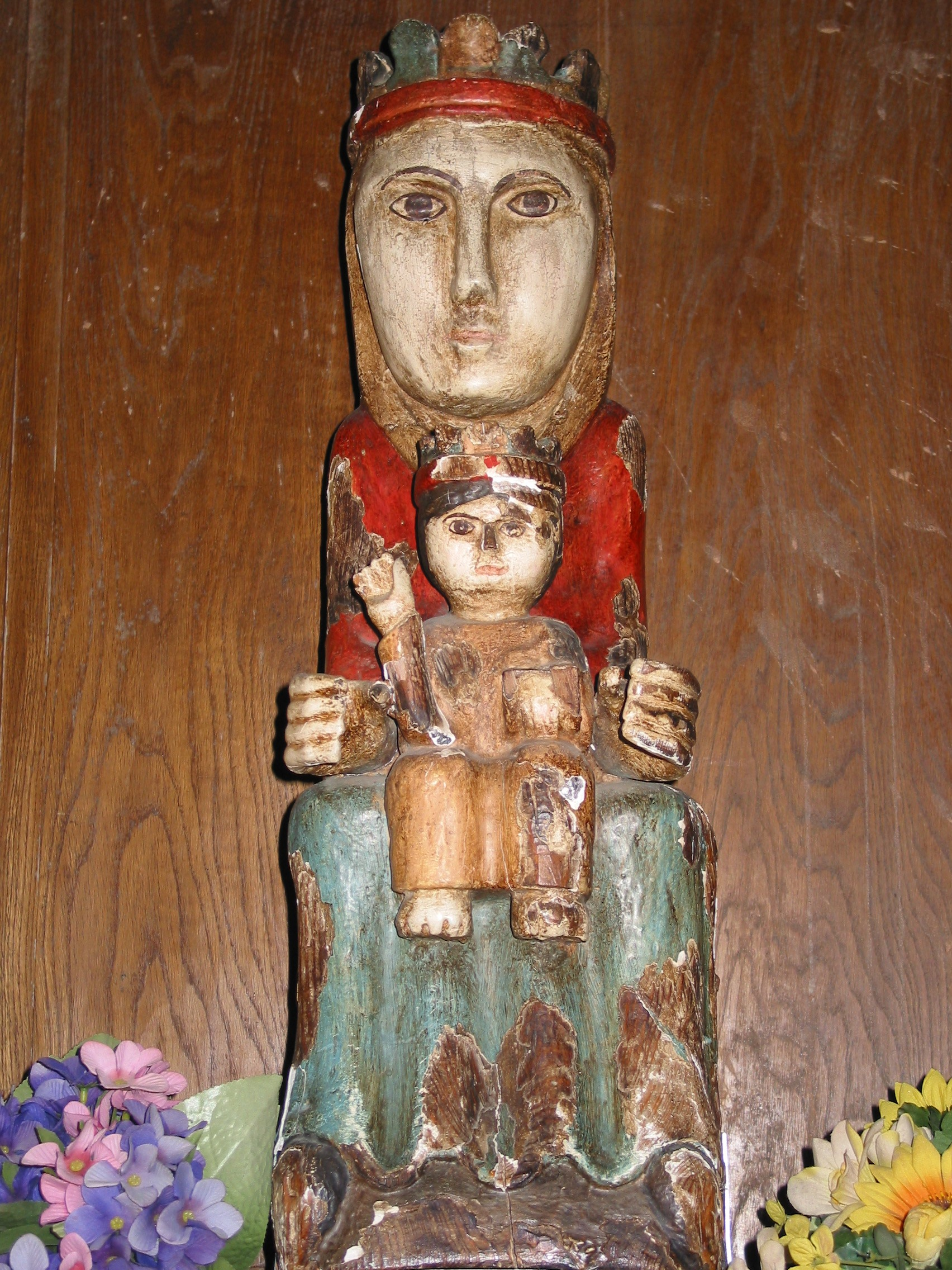
OLV van Mesen, in de Sint-Niklaaskerk
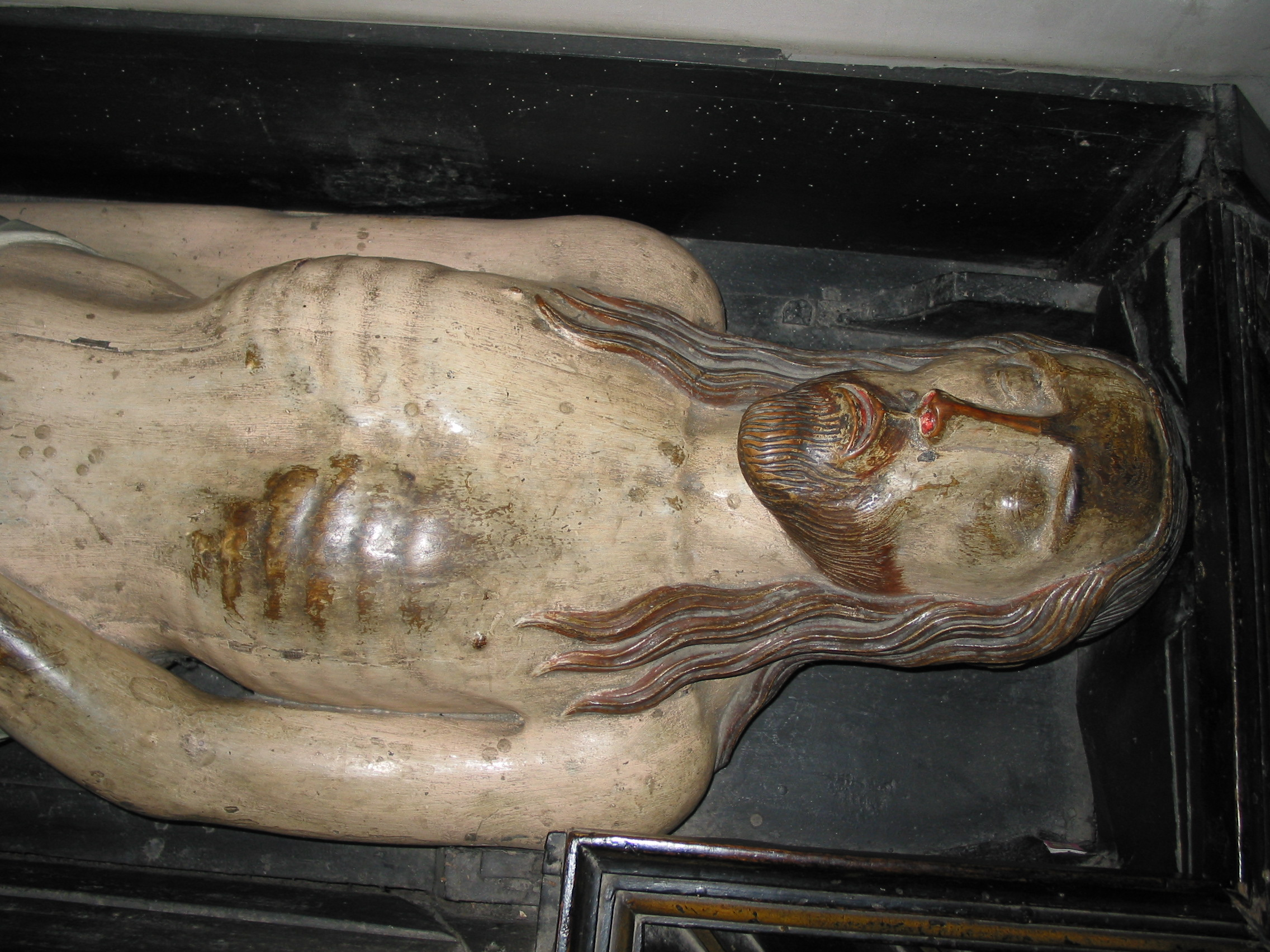
Christus in het graf, in de Sint-Niklaaskerk
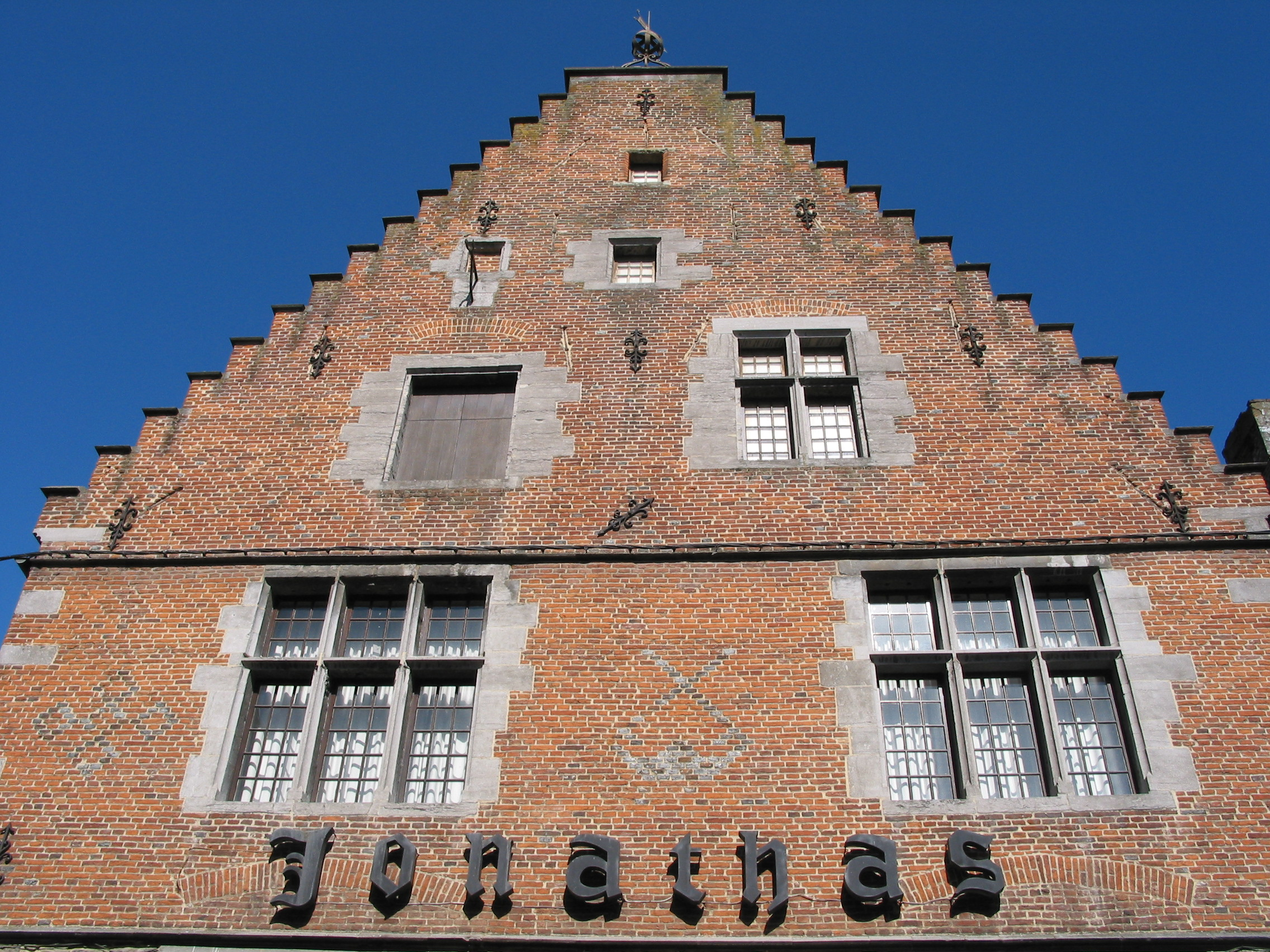
Huis Jonathas (16e eeuw)
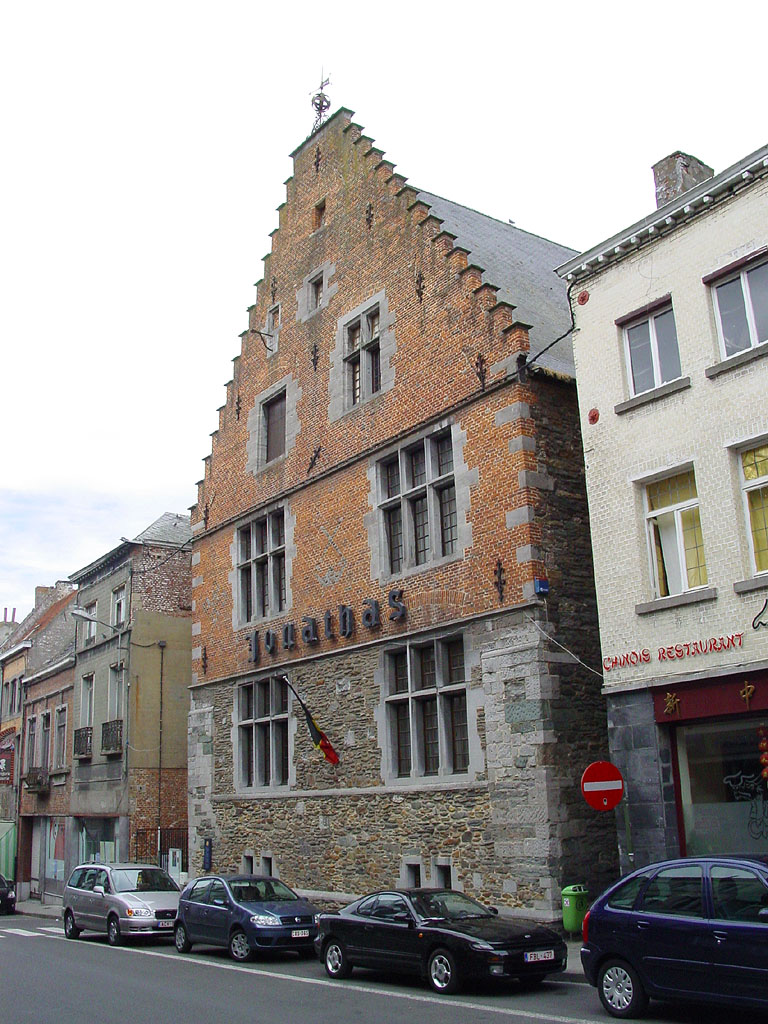
Huis Jonathas (16e eeuw)
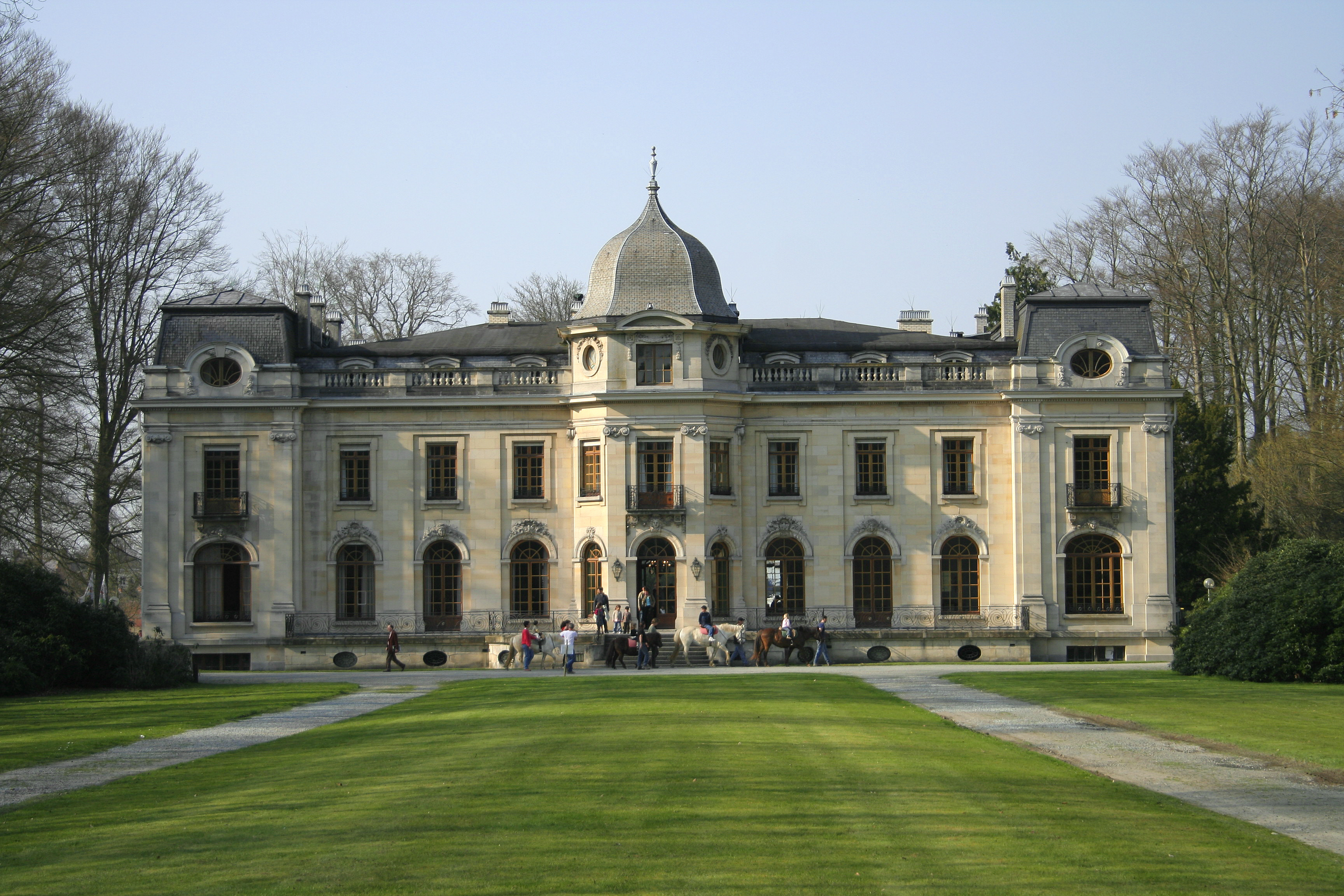
het kasteel "Empain" (1913), park van Edingen
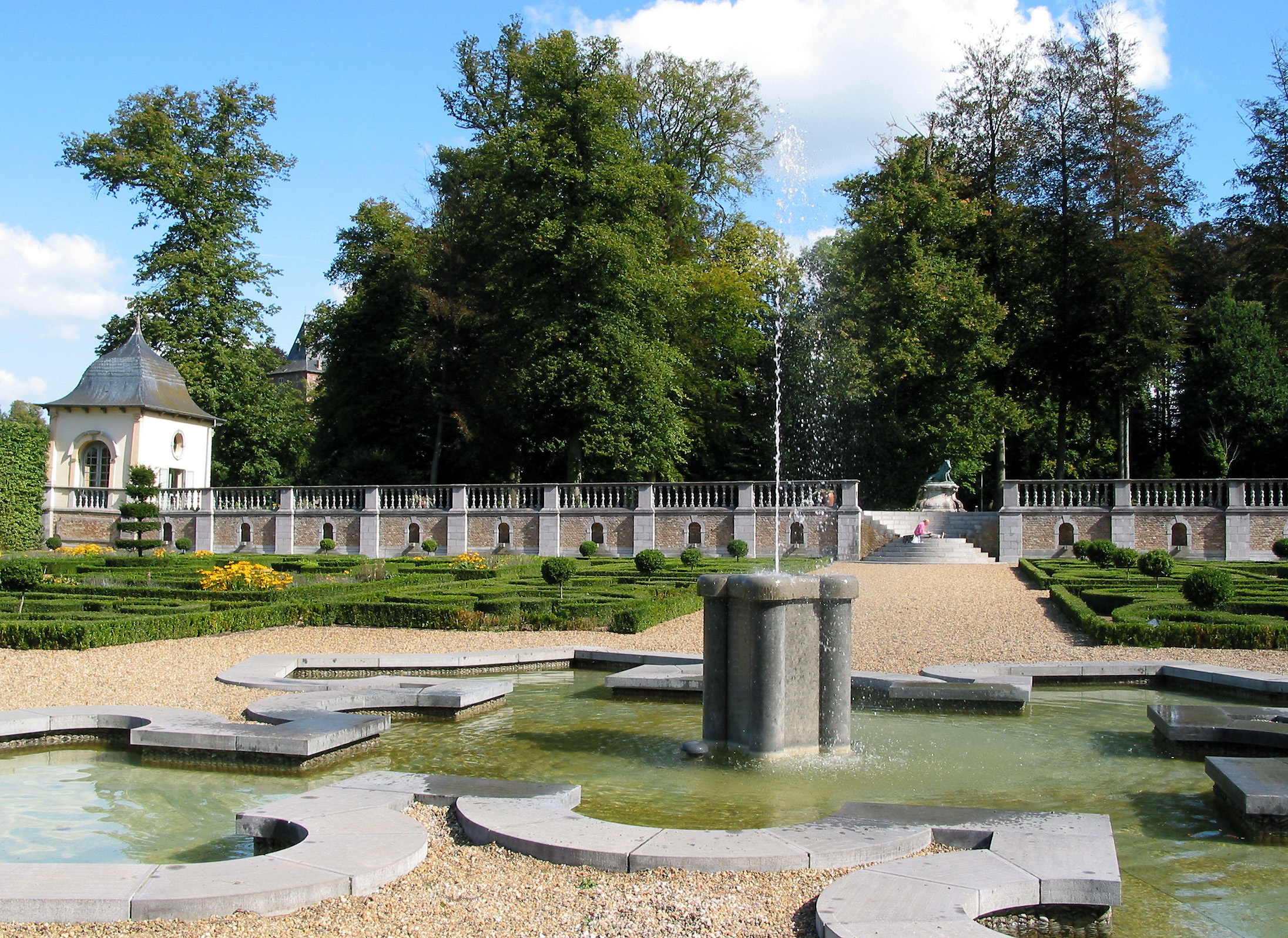
Park van Edingen

## Nabijgelegen kernen
Mark, Sint-Pieters-Kapelle, Herne, Kokejane, Lettelingen, Hoves